# Oliver T. Marsh
Oliver T. Marsh, o, più semplicemente, Oliver Marsh, (Kansas City, 30 gennaio 1892 – Hollywood, 5 maggio 1941), è stato un direttore della fotografia statunitense.

## Biografia
Nato a Kansas City nel Missouri, era fratello dell'attrice Marguerite Marsh e della più celebre Mae Marsh. Oliver T. Marsh cominciò la sua carriera di direttore della fotografia alla Keystone Film Company nel 1916, con Bucking Society, un cortometraggio interpretato da Chester Conklin.
Lavorò con i maggiori registi dell'epoca: con Fred Niblo in Camille; con George Cukor in Donne; con Raoul Walsh in Harrington faccia-di-bambino; con W. S. Van Dyke in San Francisco. Fu direttore della fotografia delle due famose versioni cinematografiche della più celebre operetta di Franz Lehár: La vedova allegra diretta da Erich von Stroheim del 1925 che aveva come protagonista femminile sua sorella Mae e, nel 1934, La vedova allegra diretta da Ernst Lubitsch, con Jeanette MacDonald, un'attrice che lo scelse come suo direttore della fotografia, rifiutando di lavorare con qualsiasi altro cameraman.
Nell'ottobre, dopo la sua morte, uscì Catene del passato di Frank Borzage (girato dal maggio al 5 luglio 1941) dove però il suo nome non venne accreditato nei titoli del film.
Nella sua carriera, durata fino al 1941, l'anno della sua morte improvvisa avvenuta il 5 maggio e dovuta a un'emorragia cerebrale, lavorò come direttore della fotografia (tranne che in Freaks, dove era fotografo aggiuntivo) in 134 film.
Venne sepolto al Forest Lawn Memorial Park di Glendale.

## Premi e riconoscimenti
Nel 1939, gli venne assegnato l'Oscar onorario.
Nel 1941, fu candidato al Premio Oscar alla migliore fotografia a colori per il film Tzigana.

## Galleria di film

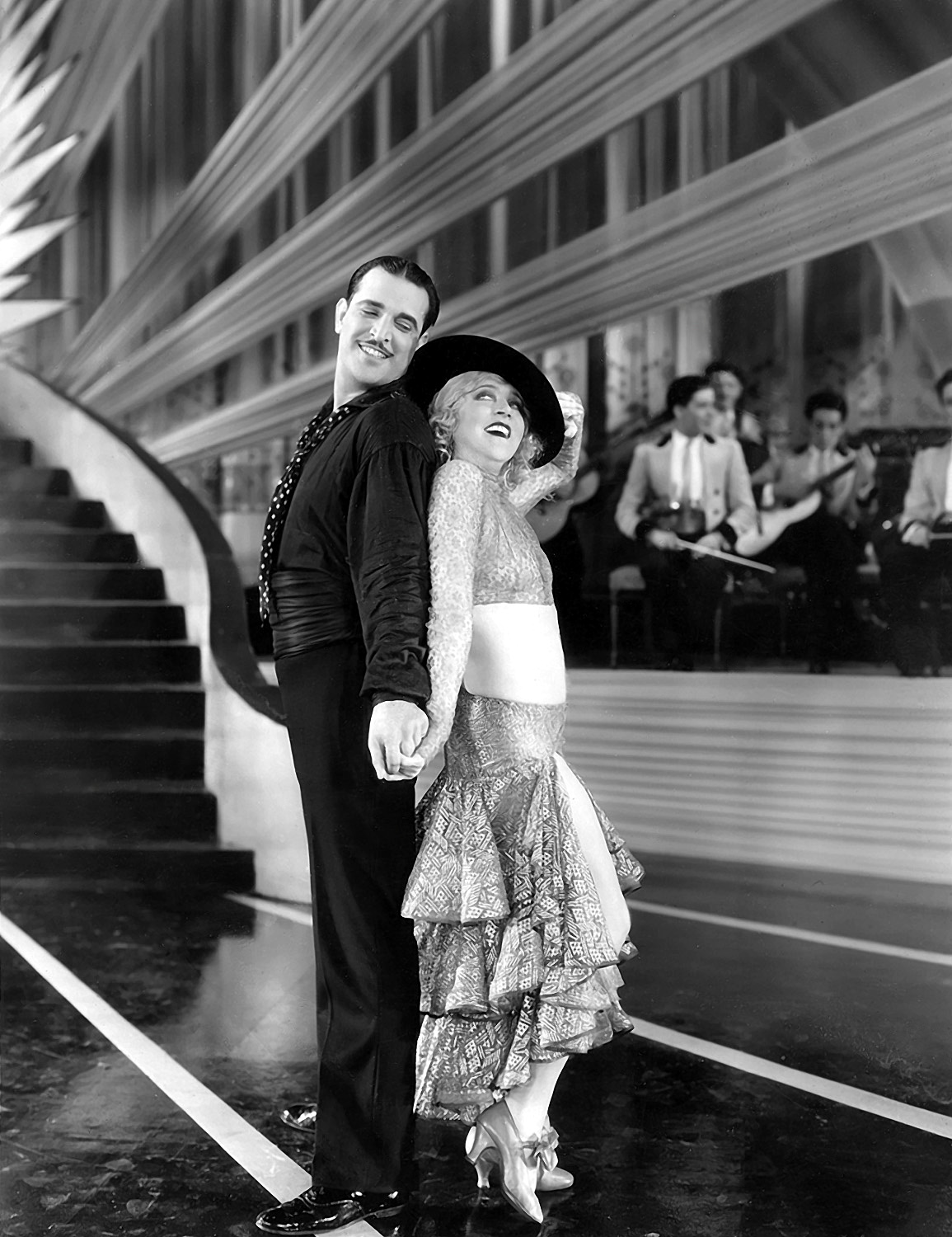
*Peacock Alley di Robert Z. Leonard: Edmund Lowe e Mae Murray (1922)
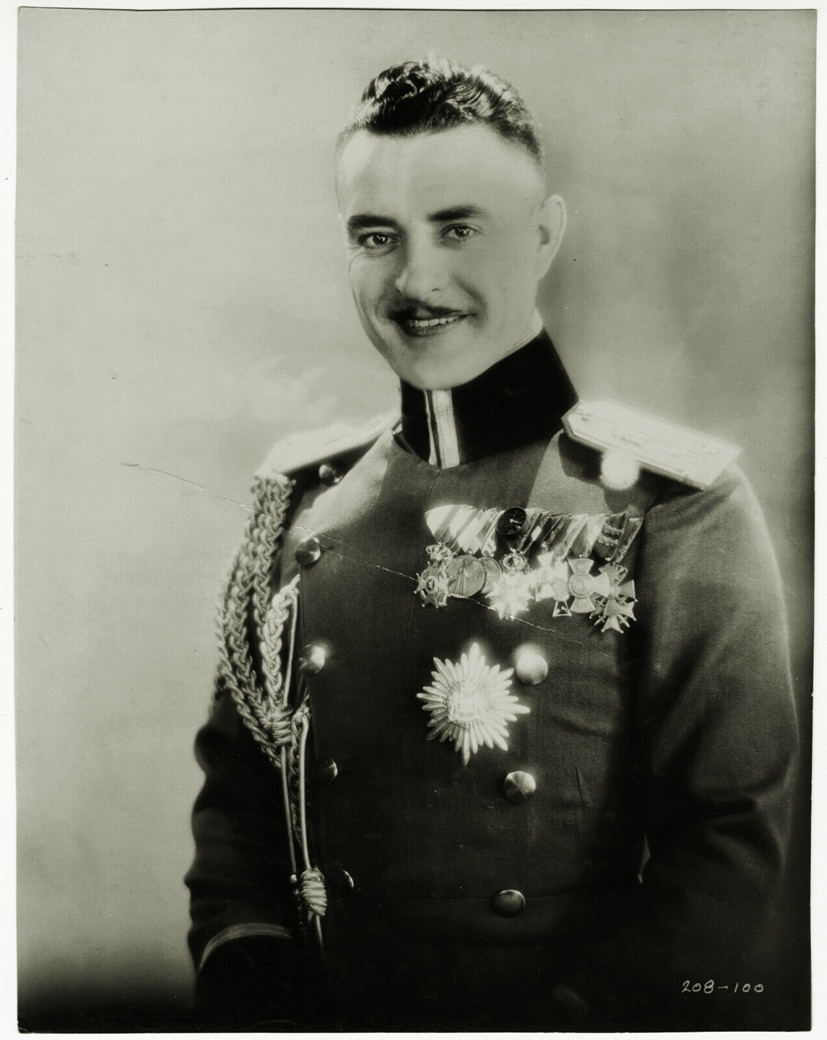
La vedova allegra di Stroheim: John Gilbert (1925)
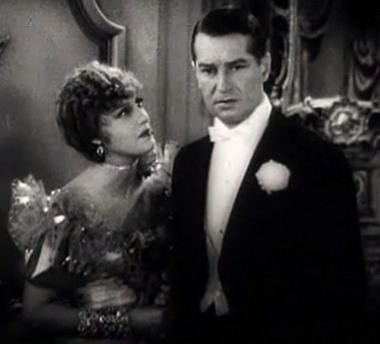
La vedova allegra di Lubitsch: Jeanette MacDonald e Maurice Chevalier (1934)
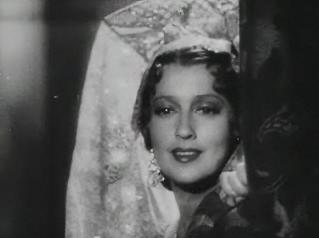
La lucciola: Jeanette MacDonald' (1937)
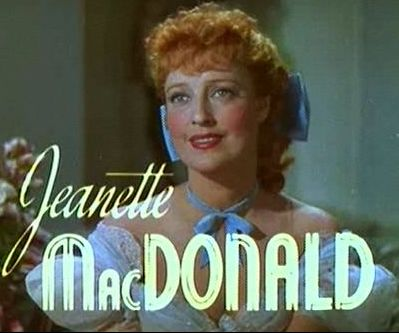
Tzigana (1940): Jeanette MacDonald Candidato all'Oscar

## Filmografia

### Anni dieci
- Bucking Society, regia di William Campbell, Harry Williams - cortometraggio (1916)
- His First False Step, regia di William Campbell e Harry Williams - cortometraggio (1916)
- A Tugboat Romeo, regia di William Campbell e Harry Williams - cortometraggio (1916)
- Dodging His Doom, regia di William Campbell e Harry Williams - cortometraggio (1917)
- Dodging a Million, regia di George Loane Tucker (1918)
- The Floor Below, regia di Clarence G. Badger (1918)
- Joan of Plattsburg, regia di William Humphrey e George Loane Tucker (1918)
- All Woman, regia di Hobart Henley (1918)
- Avidità del denaro (Money Mad), regia di Hobart Henley (1918)
- Hidden Fires, regia di George Irving (1918)
- The Racing Strain, regia di Emmett J. Flynn (1918)
- The Bondage of Barbara, regia di Emmett J. Flynn (1919)
- The Brand, regia di Reginald Barker (1919)
- The Crimson Gardenia, regia di Reginald Barker (1919)
- A Temperamental Wife, regia di David Kirkland (1919)
- The Girl from Outside, regia di Reginald Barker (1919)
- A Virtuous Vamp, regia di David Kirkland (1919)

### Anni venti
- Two Weeks, regia di Sidney Franklin (1920)
- In Search of a Sinner, regia di David Kirkland (1920)
- The Love Expert, regia di David Kirkland (1920)
- The Perfect Woman, regia di David Kirkland (1920)
- Good References, regia di Roy William Neill (1920)
- The Point of View, regia di Alan Crosland (1920)
- The North Wind's Malice, regia di Paul Bern e Carl Harbaugh (1920)
- Dangerous Business, regia di R. William Neill (Roy William Neill) (1920)
- Something Different, regia di Roy William Neill (1920)
- Mama's Affair, regia di Victor Fleming (1921)
- Lessons in Love, regia di Chester Withey (1921)
- Wedding Bells, regia di Chester Withey (1921)
- Woman's Place, regia di Victor Fleming (1921)
- Red Hot Romance, regia di Victor Fleming (1922)
- Miss Gloria balla la danza del pavone (Peacock Alley), regia di Robert Z. Leonard (1922)
- L'incantesimo del piacere (Fascination), regia di Robert Z. Leonard (1922)
- Broadway Rose, regia di Robert Z. Leonard (1922)
- The Mohican's Daughter, regia di Sam Taylor e Stanner E.V. Taylor (1922)
- Jazzmania, regia di Robert Z. Leonard (1923)
- The Unknown Purple di Roland West (1923)
- Gran mondo (Fashion Row), regia di Robert Z. Leonard (1923)
- Mademoiselle Midnight, regia di Robert Z. Leonard (1924)
- Daring Love, regia di Rowland G. Edwards (1924)
- Married Flirts, regia di Robert G. Vignola (1924)
- Circe, the Enchantress, regia di Robert Z. Leonard (1924)
- Il passo del destino (Love's Wilderness), regia di Robert Z. Leonard (1924)
- La vedova allegra (The Merry Widow), regia di Erich von Stroheim (1925)
- The Midshipman, regia di Christy Cabanne (1925)
- Time, the Comedian, regia di Robert Z. Leonard (1925)
- La sposa mascherata (The Masked Bride), regia di Christy Cabanne e Josef von Sternberg (non accreditato) (1925)
- Soul Mates, regia di Jack Conway (1925)
- Kiki, regia di Clarence Brown (1926)
- The Duchess of Buffalo, regia di Sidney Franklin (1926)
- Love's Blindness, regia di John Francis Dillon (1926)
- Camille, regia di Fred Niblo (1926)
- Annie Laurie, regia di John S. Robertson (1927)
- The Road to Romance, regia di John S. Robertson (1927)
- The Enemy, regia di Fred Niblo (1927)
- The Dove, regia di Roland West (1927)
- Tristana e la maschera (Sadie Thompson), regia di Raoul Walsh (1928)
- La donna divina (The Divine Woman), regia di Victor Sjöström (1928)
- La donna contesa (The Woman Disputed), regia di Henry King e Sam Taylor (1928)
- La valanga (Eternal Love), regia di Ernst Lubitsch (1929)
- Donna che ama (The Single Standard), regia di John S. Robertson (1929)
- La compagnia d'assalto (Marianne) - versione sonora di Marianne (1929)
- Ragazze americane (Our Modern Maidens), regia di Jack Conway (1929)
- L'indomabile (Untamed), regia di Jack Conway (1929)
- Marianne (1929)

### Anni trenta
- Gabbia di matti (Not So Dumb), regia di King Vidor (1930)
- Strictly Unconventional, regia di David Burton (1930)
- Addio Madrid (In Gay Madrid), regia di Robert Z. Leonard (non accreditato) (1930)
- The Lady of Scandal, regia di Sidney Franklin (1930)
- Ragazze e giovanotti del 1890 (The Florodora Girl), regia di Harry Beaumont (1930)
- Madame Du Barry (Du Barry, Woman of Passion), regia di Sam Taylor (1930)
- Passione cosacca (New Moon), regia di Jack Conway (1930)
- The Bachelor Father, regia di Robert Z. Leonard (non accreditato) (1931)
- It's a Wise Child, regia di Robert Z. Leonard (1931)
- Just a Gigolo, regia di Jack Conway (1931)
- The Man in Possession, regia di (non accreditato) Sam Wood (1931)
- Il fantasma di Parigi (The Phantom of Paris, regia) di John S. Robertson (1931)
- New Adventures of Get Rich Quick Wallingford, regia di Sam Wood (1931)
- Il fallo di Madelon Claudet (The Sin of Madelon Claudet), regia di Edgar Selwyn (1931)
- L'amante (Possessed), regia di Clarence Brown (non accreditato) (1931)
- Ingratitudine (Emma), regia di Clarence Brown (1932)
- Arsenio Lupin (Arsène Lupin), regia di Jack Conway (1932)
- -But the Flesh Is Weak
- Ritorno (Letty Lynton), regia di Clarence Brown (1932)
- Divorce in the Family, regia di Charles F. Reisner (1932)
- Pioggia (Rain), regia di Lewis Milestone (1932)
- Faithless, regia di Harry Beaumont (1932)
- Vendetta gialla (The Son-Daughter), regia di Clarence Brown e, non accreditato, Robert Z. Leonard (1932)
- Rivalità eroica (Today We Live), regia di Howard Hawks e Richard Rosson (1933)
- Looking Forward, regia di Clarence Brown (1933)
- Volo di notte (Night Flight), regia di Clarence Brown (1933)
- La danza di Venere (Dancing Lady), regia di Robert Z. Leonard (1933)
- Il mistero del signor X (The Mystery of Mr. X), regia di Edgar Selwyn e Richard Boleslawski (1934)
- Tormento (Sadie McKee), regia di Clarence Brown (1934)
- La vedova allegra (The Merry Widow), regia di Ernst Lubitsch (1934)
- Davide Copperfield (David Copperfield), regia di George Cukor (1935)
- La veuve joyeuse
- Una notte a New York (One New York Night), regia di Jack Conway (1935)
- Harrington faccia-di-bambino (Baby Face Harrington), regia di Raoul Walsh (1935)
- Non più signore (No More Ladies), regia di Edward H. Griffith e George Cukor (1935)
- Le due città (A Tale of Two Cities), regia di Jack Conway (1935)
- Il paradiso delle fanciulle (The Great Ziegfeld), regia di Robert Z. Leonard (1936)
- La provinciale (Small Town Girl), regia di Robert Z. Leonard e William A. Wellman (1936)
- San Francisco, regia di W.S. Van Dyke II (1936)
- Women Are Trouble, regia di Errol Taggart (1936)
- L'ultima prova (His Brother's Wife), regia di W.S. Van Dyke (1936)
- Amore in corsa (Love on the Run), regia di W. S. Van Dyke (1936)
- Dopo l'uomo ombra (After the Thin Man), regia di W.S. Van Dyke (1936)
- Primavera (Maytime), regia di Robert Z. Leonard (1937)
- I candelabri dello zar (The Emperor's Candlesticks), regia di Geo. Fitzmaurice (George Fitzmaurice) (1937)
- La lucciola (The Firefly), regia di Robert Z. Leonard (1937)
- Rosalie, regia di W. S. Van Dyke (1937)
- La città dell'oro (The Girl of the Golden West), regia di Robert Z. Leonard (1938)
- Frou frou (The Toy Wife), regia di Richard Thorpe (1938
- The Crowd Roars, regia di Richard Thorpe (1938)
- Sweethearts, regia di W. S. Van Dyke e, non accreditato, Robert Z. Leonard (1938)
- The Ice Follies of 1939
- Broadway Serenade, regia di Robert Z. Leonard (1939)
- Questo mondo è meraviglioso (It's a Wonderful World), regia di W. S. Van Dyke (1939)
- Donne (The Women), regia di George Cukor (1939)
- Si riparla dell'uomo ombra

### Anni quaranta
- Luna nuova (New Moon), regia di Robert Z. Leonard e W. S. Van Dyke (1940)
- Ti amo ancora
- Tzigana (Bitter Sweet), regia di W. S. Van Dyke (1940)
- The Wild Man of Borneo, regia di Robert B. Sinclair (1941)
- Blonde Inspiration
- Follia (Rage in Heaven), regia di W. S. Van Dyke (1941)
- Lady Be Good, regia di Norman Z. McLeod (1941)
- Catene del passato (Smilin' Through), regia di Frank Borzage (1941)